# 機動戦士ガンダムF90
『機動戦士ガンダムF90』（きどうせんしガンダムエフきゅうじゅう）は、アニメ作品群『ガンダムシリーズ』の一つで、1990年にバンダイから発売されたプラモデル、およびそれを元に描かれた漫画などによるマルチメディア展開作品。1991年のアニメーション映画『機動戦士ガンダムF91』のスピンオフでもある。

## 概要
アニメーション映画『機動戦士ガンダムF91』(以降、ガンダムF91)のクロスメディア企画。同作におけるMSV(モビルスーツバリエーション)の一つに当たり、プラモデルや漫画などの複数の媒体にて展開された。メカニックデザインは『ガンダムF91』と同じく大河原邦男。
物語の舞台は映画『機動戦士ガンダム 逆襲のシャア』の時代から27年後、『機動戦士ガンダムF91』の3年前となる宇宙世紀0120年である。『ガンダムF91』の前日譚の一つであり、地球連邦軍の第13実験船団と旧ジオン軍残党である火星独立ジオン軍（通称、オールズ・モビル）との軍事衝突を描く。
映画『ガンダムF91』の公開（1991年3月）に先駆けて前史として発表。当初はガンダムF90のデザインや一部の装備類が発表されたのみであったが、『ガンダムF91』の企画が進展していくにつれて時代背景などが発表され、映画公開の前年である1990年10月よりプラモデルシリーズ(1/100スケール)の販売が開始された。また、ガンダムF90を主役機とする複数の物語も同時期に展開され、コミカライズは漫画『機動戦士ガンダムF90』としてサイバーコミックス（以降、CC版）とSDクラブに掲載。CC版は後に単行本化された。SDクラブ版はCC版を低年齢向けに作り直したもので、登場人物が一部異なるが物語は基本的に同じである。
2000年にはPlayStation用ソフト『SDガンダム GGENERATION-F』に本作が初収録された。原作の物語をCGムービーとボイスを交えながら追体験可能となった。
2019年には、これまで明かされなかったF90の装備と活躍を描く「F90 A to Z PROJECT」として、プラモデルと漫画が連動したメディアミックス企画が発表された。プラモデルは2019年8月にマスターグレードにてオプション装備のベースとなるガンダムF90がプレミアムバンダイ専売商品として発売された。これはホビーオンラインショップとしては初めての完全新規造形でのキット化となり、F90のデザインを手がけた大河原邦男の全面協力のもと、AからZまでの全26種類のミッションパックが順次キット化される予定となっている。漫画版は「月刊ガンダムエース」2019年8月号より漫画『機動戦士ガンダムF90 ファステストフォーミュラ』の連載が開始された。
なお、CC版の戦後となる宇宙世紀0122年の物語は、スーパーファミコン用ゲームソフト『機動戦士ガンダムF91 フォーミュラー戦記0122』として発表されている。登場人物を除く多くの設定がCC版から引き継がれており、またガンダムF90の新たな装備類などが設定された。
カテゴリとして、プラモデルシリーズをはじめゲーム『SDガンダム GGENERATION』シリーズや資料集などでは、主に登場機体について、CC版およびSDクラブ版と『フォーミュラー戦記0122』の他にバンダイ発刊の雑誌「B-CLUB」誌上で連載された『月刊MSジャーナル』で設定されたものを含めて『機動戦士ガンダムF90』として扱われている場合が多い。

## 製作
企画が立ち上がったきっかけは、『機動戦士ガンダムF91』がTVシリーズではなく劇場版ということになり、テレビをやるはずだった1990年4月から映画公開の1991年3月までの期間、ガンダムシリーズに約1年間の空白の期間が出来てしまったことだった。その1年間を埋める必要が発生したため、大河原がバンダイの「ガンダムの総決算としてスーパーガンダムみたいな物を作って欲しい」という依頼で描いていたラフ案のうち、あまりに「ガンダムらしい」ということで『F91』では不採用となったデザインラインを転用した新企画を作ることになった。タイトルは「91年公開でF91なのだから90年に出すならF90で」ということで決まり、『ガンダムF91』の時代背景が従来の作品から30年以上もかけ離れたものであることから、時間的制約のある映画内で説明しきれなかった世界観や設定の補強や補足を目的として展開された。また、商品（ガンプラ）展開上の繋ぎのためでもあった。
『ガンダムF91』ではモビルスーツ(MS)の小型化という新たな設定が掲げられた。本作ではそれに「宇宙世紀0111年に、それまで大型・高性能・複雑化という観点で進化を続けていたMSという兵器体系を、原点に返る意味で小型で高性能な機体に作り変える」という設定が付け加えられている。この設定変更について元サンライズの井上幸一は「一口に言えば、演出上の要請です。MSが大型化するに従って、ただでさえ作りにくかった構図が限界に来てしまったんですね。」と語っている。
それまでのモビルスーツの平均的な全長は18mから25mほどだったのに対して15mほどの平均全長になっているため、F90やF91のシリーズでは100分の1スケールプラモデルの大きさが、それまでの144分の1スケールより少し大きいサイズとなっている。

## 漫画
サイバーコミックス第23号から第30号まで掲載。バンダイ出版課から単行本化された後、1997年にメディアワークスから復刻版が発売。現在はKADOKAWAから電子書籍版が発売されている。
- 復刻版：メディアワークス(電撃コミックス)、1997年6月25日発売、ISBN 4-8402-0654-6[10]

### 物語導入部
宇宙世紀0120年、過去の動乱が過ぎ去り平穏な日々が続いていたこの時期に、地球連邦軍第13実験戦団は次期主力MSとして開発されたサナリィ製MS「ガンダムF90」2機のテストを行っていた。そのテストの最中に旧ジオン軍のMSそのままの形をした謎のMS集団が現れ、F90 2号機が強奪されてしまう。第13実験戦団は、本来の第13独立機動艦隊として、F90を強奪した組織の本拠とされる火星へ赴く。

### 主な登場人物
担当声優は『SDガンダム GGENERATION』シリーズでの配役である。

#### サナリィ
デフ・スタリオン
声 - 関俊彦
本作の主人公で、サナリィ所属のテストパイロット。Fシリーズが次期MSに採用されると、実験部隊として地球連邦軍の第13実験戦団に編入される。サナリィ所属のため階級は名目上少尉。
宇宙世紀0120年10月28日、2機あるサナリィの新型MSであるF90 1号機のテスト中にオールズモビルの襲撃を受け、2号機を強奪されてしまう。ジョブ・ジョンの根回しで罪に問われることはなかったが、オールズモビルを追うためにF90の奪還およびジオン残党の掃討作戦に参加させられてしまう。
アドミラル・ティアンムを旗艦とした第13実験戦団は本来の第13独立機動艦隊に戻り火星へ向かったが、火星戦闘空域内にてボッシュが叛乱を起こし、艦を制圧。F90と艦隊丸ごとをオールズモビルの兵力に組み込もうとしたが、デフの独断により降下船単独で火星に降下。シドの協力の下、オプション兵装を複合させたF90 1号機で敵本拠地に侵入した。オールズモビル基地内にてボッシュが乗る改修された2号機と交戦し、今までの戦いは1号機に搭載された擬似人格コンピュータ「Type-A.R」の力あってのものだと明かされる。しかし、最後はデフ自身の力で2号機を撃破して皆は降下船で火星から脱出した。
昔からMS好きを自覚しているが極度の軍人嫌いでもある。そのため、軍ではなく、サナリィのテストパイロットとして契約した経緯があり、軍に編入された際、テスト中にその事で愚痴をこぼしていた。
シド・アンバー
声 - 井上和彦
サナリィ所属のテストパイロット。Fシリーズが次期MSに採用されると、実験部隊として第13実験戦団に編入される。サナリィ所属のため階級は名目上少尉。
デフと共にF90の2号機のテストをしていたが、オールズモビルの襲撃を受け、元々エンジンが不調だったこともあり2号機を強奪されてしまう。ジョブ・ジョンの根回しで罪に問われることは無かったが、オールズモビルを追うためにF90の奪還およびジオン残党の掃討作戦に参加させられてしまう。
ボッシュが叛乱を起こした時、デフの独断により降下船単独で火星に降下。
デフと共に敵本拠地に侵入するものの、ボッシュが乗る改修された2号機の奇襲を受け、機体は大破。しかし、自身はほぼ無傷で生き残り仲間との合流に成功する。
性格は楽観的。更にジオン系であるAMS-119 ギラ・ドーガ改に乗り換えても素直に「ジオン系はいい」と興奮していた。降下シミュレーションは苦手としていたらしい。
SDクラブ版ではベック・ベノという名前になっている。
ジョブ・ジョン
声 - 龍田直樹
アニメ『機動戦士ガンダム』のキャラクター。一年戦争時代にホワイトベースのクルーとしてアムロ・レイとともに戦った経歴をもつ。サナリィの幹部であり、F90の開発責任者でもある。ノヴォトニー以下が混乱しているさなか、冷静かつしたたかに振舞う。
『F90FF』にも登場。シャアの反乱時にはサラミス改級巡洋艦に乗艦しており、艦長にゲタを使って搭載MSをすべてアムロのもとに向かわせるよう進言している。その後軍を離れ、ジャンク屋稼業をやってみるもうまくいかず、結局軍直属のサナリィに所属する（0115年時の階級は技術少佐）。極秘裏にF90 Nタイプの適合パイロットを見いだし、特殊部隊「ファステストフォーミュラ」の編制を指揮する。また、キャノンガンダムの開発にも携わっており、みずからテスト・パイロットを務めることもある。
アルマイア・グッゲンバイガー
Fシリーズの開発担当者(資料によってはアルマイア・グッゲンバイガー博士、Dr.アルマイア・グッゲンバイガーとも記述される)。漫画劇中には登場しない。ガンダムF90開発計画の現場を取りまとめるチーフデザイナーであり、次期主力MS開発にあたって、「MSの原点に立ち返る」ことを掲げた(こうした提言は従来の開発においてもしばしばなされたが、彼の設計思想はMS本来が持つ汎用性に着目したものだった)。

#### 地球連邦軍
ナヴィ
声 - 水谷優子
本作のヒロインで、連邦軍の女性MSパイロット。戦術情報局所属のエリート士官。デフ、シドとチームを組み、STガンに搭乗してガンダムF90の実戦テストを行っていたが、オールズモビルの襲撃を受けた際にガンダムF90の2号機は強奪され、その後オールズモビル掃討任務のため、彼女も第13独立機動艦隊に所属することになる。航海中に受けた機動爆雷に不信を抱き、内通者の可能性を見出すが艦長のノヴォトニーはそれに取り合わなかった。
火星でのオールズモビル掃討作戦中にボッシュ大尉が叛乱を起こす中、彼女の乗る降下船が攻撃を受けた際には、デフの言葉を信じ半ば強行に火星へ降下する。その後、追撃のMS隊の攻撃を受け、乗機のSTガンは中破、彼女は捕虜になってしまう。オールズモビル基地が崩壊を開始した際に解放され、逃げ出す際にシドと、その後デフとも合流、降下船で火星を離脱した。
SDクラブ版ではサニナ・イリーシュという名前になっている。
ボッシュ・ウェラー (Bosch Weller)
声 - 中田譲治
地球連邦軍第13実験戦団の実験部隊隊長で、階級は大尉。サイバーコミックス版では「ボッシュ」、SDクラブ版では「ウェラー」（階級は大佐）という名称であったが、『F90FF』で両者を合わせたフルネームとされた。
気さくで部下思いな人間であり、部下のデフ、シドとは積極的にコミュニケーションを取っている。過去には、シャアの反乱（第二次ネオ・ジオン抗争）の際に連邦軍MSパイロットとしてジムIIIに搭乗し、ネオ・ジオン軍のギラ・ドーガを相手にしたとみずから語る。アムロ・レイのνガンダムとともにアクシズを支えたことは、彼の自慢話のひとつである。
『F90FF』では、もとロンド・ベル隊の一員として描かれており、カラバからアムロについてきたとされる。シャアの反乱の当時は33歳の少尉で、ジェガンに搭乗しサイコフレームの光を見て「あれが…ガンダム」と涙し、その後漂流していたところをジョブに救われる。0115年にはフォン・ブラウンの第1教導団に所属している。
「GUNDAM SIDE-F」限定ガンプラとして、ロンド・ベル隊移籍当初に搭乗していた専用のジムIIIが設定された。
ノヴォトニー
声 - 菅原淳一
デフたちが乗艦したアドミラル・ティアンムの艦長で黒人系。火星に派遣された第13独立機動艦隊の艦隊司令も兼ねる。冷静沈着に振舞うが、実戦経験の乏しさなどから失態が多く目立ち、挙句の果てに味方もろとも核攻撃を行おうとした。そのため、艦内の乗員らと対立した所を火星独立ジオン軍の兵器オリンポスキャノンの直撃を受け轟沈、戦死した。
SDクラブ版ではドルス司令という名称になっており、黒人系ではない。
エリク
アドミラル・ティアンム所属のMSパイロット。ジェガンに搭乗。
マーク
アドミラル・ティアンム所属のMSパイロット。ジェガンに搭乗。

#### 火星独立ジオン軍
一年戦争後、火星に逃れたジオン公国軍（突撃機動軍などキシリア派が中心）が結成した組織。「袖付き」壊滅後に残っていた最後のジオン軍残党である。旧ジオン公国軍の装備を模した機体を運用していたことから、連邦軍には「オールズモビル」と呼称される。宇宙世紀0110年代から0120年代初頭にかけ、木星船団への海賊行為や地球圏でのテロ活動を行っていた。メンバーの多くは40年前に地球を追われたジオン公国軍の残党とその子孫であるがゆえに高齢化が進んでいたうえ、0090年前後の内乱以降は実戦を経験していない兵が大半を占める。その活動の最終目的は火星から地球への直接攻撃であり、40年間を費やしてオリンポス山を改築して基地化したうえ、巨大な岩塊を撃ち出す電磁投射砲「オリンポスキャノン」を構築するが、連邦軍のF90奪還作戦に伴う一連の軍事行動とオリンポスキャノンの自壊によって組織は壊滅し、わずかに残った残党は地球圏へ離脱した。
ボッシュ・ウェラー
声 - 中田譲治
オールズモビルに内通していた元連邦軍軍人。第二次ネオ・ジオン抗争の終盤、アクシズを押し返すνガンダムから放たれたサイコフレームの光を搭乗していたジェガンのコクピットから目撃した1人であり、物理法則を無視したその悪魔のようなガンダムの力に魅了され、自らのものにしようとオールズモビルとの内通を開始する。そして、ガンダムF90のテスト中にオールズモビルに襲撃させ、「Type-C.A」が搭載されたF90 2号機の強奪に成功した。
第13独立機動艦隊が火星へ向かう途中、機動爆雷で艦艇のタイムスケジュールを狂わせることに成功し、火星にて大きなトラブルが生じた場合に帰還不能な状況に追い込む。その後、火星上にてオールズモビルの強襲に乗じて叛乱を起こし、旗艦を制圧した後に脱出して火星へ降下すると、強奪したF90 2号機の改造機に搭乗し、シドのリア・ドーガやエリクのジェガンを撃墜するが、デフのF90 1号機と交戦して戦死した。
ベイリー
火星独立ジオン軍の士官で階級は少佐。RFゲルググのキャノン装備タイプを使用。火星上での戦闘でナヴィのSTガンを中破させ、捕虜として連行した。
RFギャン・パイロット
火星独立ジオン軍に所属するパイロット。名前も階級も不明であるが、ベイリーと対等以上の口を利いていることから、階級は佐官以上とうかがえる。RFギャンに搭乗し、火星上にてデフのF90 1号機と交戦して戦死した。

## ニュータイプ版
漫画の連載開始の前後に発行されたアニメ雑誌『ニュータイプ』1990年7-8月号の記事には、漫画とは異なるストーリーのあらすじが掲載された。なお、タイトルは『機動戦士ガンダムF-90』とハイフンが付く。

### あらすじ（ニュータイプ版）
宇宙世紀0100年、ラー・カイラム級戦艦「アドミラル・テアンム」で、ユーリー・ミノフスキーはMI（機械知性）搭載の最新鋭MS、開発コードF-90のテスト・パイロットを務める。試験プログラムが終了に近づいた頃、地球では接近する小天体が話題となる。しかしその正体は、旧ジオン公国軍のミノフスキー博士が20年前に放った衛星兵器であり、核ミサイルを搭載し、無差別兵器破壊プログラムがセットされていた。博士の孫であるユーリーは、F-90でこれを迎え撃つ。

### 登場人物（ニュータイプ版）
ユーリー・ミノフスキー
F-90のテスト・パイロット。祖父でありMSの生みの親とも言えるミノフスキー博士にコンプレックスを抱いており、あまり他人と付き合わない性格になっている。しかし、パイロットとしてはかなりの才能をもつといわれる。
『F90FF』では、名前と一部設定がサイファーに流用された。

## 登場兵器
地球連邦軍
ガンダムF90
漫画、ゲームともに主役機として登場するF90の1号機。
ガンダムF90火星独立ジオン軍仕様
オールズモビルに改造されたF90の2号機。漫画『機動戦士ガンダムF90』に登場し、ゲーム『機動戦士ガンダムF91 フォーミュラー戦記0122』には登場しない。
ガンダムF90 II
オールズモビルから奪取した2号機を改修した機体。設定のみが存在し、漫画『機動戦士ガンダムF90』やゲーム『機動戦士ガンダムF91 フォーミュラー戦記0122』には登場しない。後年の『F90』を扱ったゲームや、漫画『機動戦士ガンダム クライマックスU.C. 紡がれし血統』に登場している。
漫画（サイバーコミックス版）
- STガン
- ギラ・ドーガ改
- ラー・カイラム級戦艦（宇宙戦艦）
  - アドミラル・ティアンム

- アイリッシュ級巡洋艦（宇宙巡洋艦）
  - コングラチュレーション

- L-233系掃海艇（宇宙艇）
  - アーレイバーグ、トレッド
  - セント・アイヴス

- 降下船（大気圏突入カプセル）
- ジュピトリス超大型輸送艦（宇宙輸送艦）
  - コバヤシ丸

- 随行補給機（宇宙艇）
- ソルマック級惑星雷撃艦（宇宙艇）
- 等級不明
  - ミッテラン（宇宙駆逐艦）

SDクラブ版
- ジム・コマンド

火星独立ジオン軍
サイバーコミックス版F90に登場するオールズモビルの機体については、多くが『機動戦士ガンダムF91 フォーミュラー戦記0122』向けにデザインされた機体と同一視して掲載しており、ゲーム未登場のグランザムも同時に掲載している。
漫画（サイバーコミックス版）
- RFギャン
- RFアッザム

SDクラブ版
- ゲルググJ
- リック・ドムII
- ザク・フリッパー
- ビグロ

### MSA-0120
漫画『F90』には未登場であるが、ガンダムF90の設定解説中に登場。外観やスペックはアンソロジーコミック『サイバーコミックス』No.24に掲載された。従来のMSとは一線を画した有機的なデザインであるが、2019年の模型雑誌『ホビージャパン』の付録「モビルスーツ大図鑑」ではやや従来のMS寄りにリファインされた設定画が掲載された。漫画『F90FF』にも登場し、作中終盤でヴェロニカ・ヴァーノンが「ドライグ」と呼んでいるが、これは本機の開発主任が独断で名付けたものであり、人型の至上である「ガンダム」を超える「龍」を意図するとされる。
設定解説
宇宙世紀0111年の連邦軍による次期主力MS開発計画 (ATMS, Advanced Tactical Mobile Suit) において、アナハイム・エレクトロニクス (AE) 社がサナリィの「Fシリーズ（のちのF9 / F90）」に対抗するために競争試作した機体。正式に採用されなかったため、機体名は与えられていない。開発はAE社のジオニック事業部が担当。ほかに類を見ない特異な外観であるが、ヘビーガンの発展型とされる。
同年10月のコンペティションにおいて本機がF9に圧勝を許した結果、以降のMS開発の主導権はAE社からサナリィに移ることとなる（詳細は「ガンダムF90（設定解説）」を参照）。しかしながら、本機の瞬発力と耐弾性については軍部に評価され、サナリィの次期主力機開発に当たって連邦軍より要求条件として追加されている。
『F90FF』では、以下の詳細な設定が追加された。「新時代のリック・ディアス」を目指し、0111年4月にヘビーガンIIのムーバブル・フレームをベースにアナハイム・ガンダムの技術を注入して開発され、その技術素体は0110年に開発されたRX-110（ガブスレイではなく、最高機密指定の第5世代MSであること以外詳細不明）とされる。頭部は、最終的にリック・ディアスの流れを汲む広角型の非可動モノアイが採用されている。スカートとバックパックが大型化しているが、前者はミノフスキー・フライト・ユニット、後者は内蔵型シュツルム・スラスター・ユニットである。前者の使用を想定した長距離侵攻の際には、30トンの推進剤を積載可能。
試作1号機は主任テスト・パイロットであるウィリアム・C・オーランド大尉が搭乗するが、6月20日にミノフスキー・フライトとメガ・ブーストの併用実験中に事故で失われる。10月のコンペには1号機をもとにアップデートされた2号機にヴェロニカ・ヴァーノンが搭乗している（同機は0116年にはハーディガン開発のためグラナダにある）。その後、シルエットフォーミュラ計画のために6機が増加試作され、AE社の管理下でフォン・ブラウンと地球に2機ずつ納入される。残る7・8号機は0112年6月29日、ルナツーへの輸送中にテロリストの攻撃を受けて所在不明となっている。
なお、試作1号機は頭部形状が異なり、鳥の頭のように前方に尖っており、ツイン・アイと2本のアンテナを装備している（型式番号：MSA-0120-1）。
武装・装備
ハイパー・メガ・ランチャー
詳細不明。
ハイ・インパクトガン
ミノフスキー・クラフトを利用した疑似重力を敵機へ衝突させる兵装。
『F90FF』では、ミノフスキー・リパルサー・フィールドの反発力によって弾体を加速する疑似重力レールガンであり、本機にしか扱えないとされる。
ビーム・サーベル
『F90FF』で使用している。
メガ・ブースト
エネルギーCAPを利用した新技術で、Eパックに封入された縮退寸前のミノフスキー粒子を注入することで瞬間的に核融合炉の出力を倍加させ、高い機動性を発揮する。内燃機関におけるニトロに相当するとされる。使用時はジェネレーターがオーバーロード寸前の状態となるため、核爆発の危険性が生じる。
蒸発式アップリケ・アーマー
耐ビーム・コーティングのように被弾時に蒸発することで本体へのダメージを最小限に食い止める、新素材を用いた複合耐ビーム装甲材。
『F90FF』では、F90Oタイプの強化型ビーム・ライフルの高出力モードによるビームを右肩の装甲で受け止め、表面が融解するものの耐えきっている。
作中での活躍
『F90FF』では0115 - 0116年に、コンペの際にF90に搭乗していたサイファー（ユーリー・ミノフスキー）が搭乗し、ファステストフォーミュラを執拗に狙う。また0116年にはサイファー機とは別に、失われた試作1号機と同じ頭部をもつ所属不明の機体が登場する。リファイン版がベースとなっており、のちのVダッシュガンダムが使用するビーム・スマートガンを携行する。

## プラモデルシリーズ
- 1/100 F90 ガンダムF90 A・D・Sタイプ（コンバーチブル）
- 1/100 F90P ガンダムF90 Pタイプ
- 1/100 F90V ガンダムF90 Vタイプ
- 1/100 F90IIL ガンダムF90II Lタイプ

F90 A to Z PROJECT
いずれもプレミアムバンダイ限定販売品
- MG 1/100 F90 ガンダムF90[28]
- MG 1/100 ガンダムF90用 ミッションパック Eタイプ＆Sタイプ[28]
- MG 1/100 ガンダムF90用 ミッションパック Fタイプ＆Mタイプ[28]
- MG 1/100 ガンダムF90用 ミッションパック Bタイプ＆Kタイプ[29]
- MG 1/100 F90II I ガンダムF90II Iタイプ
- MG 1/100 ガンダムF90用 ミッションパック Oタイプ＆Uタイプ
- MG 1/100 ガンダムF90用 ミッションパック Dタイプ＆Gタイプ
- MG 1/100 F90 ガンダムF90 2号機
- MG 1/100 ガンダムF90用 ミッションパック Iタイプ（木星決戦仕様）
- MG 1/100 ガンダムF90用 ミッションパック Rタイプ＆Vタイプ
- MG 1/100 ガンダムF90用 ミッションパック Wタイプ
- MG 1/100 OMS-90R ガンダムF90（火星独立ジオン軍仕様）
- MG 1/100 ガンダムF90用 ミッションパック Hタイプ
- MG 1/100 ガンダムF90用 ミッションパック Cタイプ＆Tタイプ
- MG 1/100 ガンダムF90用 ミッションパック Pタイプ
- MG 1/100 ガンダムF90用 ミッションパック Jタイプ＆Qタイプ
- MG 1/100 ガンダムF90用 ミッションパック Aタイプ＆Lタイプ
- MG 1/100 F90N ガンダムF90（2号機ロールアウトカラー） Nタイプ
- MG 1/100 F90III Y クラスターガンダム

## ファステストフォーミュラ
『機動戦士ガンダムF90 ファステストフォーミュラ』 (MOBILE SUIT GUNDAM F90 FASTEST FORMULA, F90FF)は、『月刊ガンダムエース』2019年8月号から2024年4月号まで連載された漫画作品。漫画は今ノ夜きよし、シナリオはイイノブヨシ。プレミアムバンダイにによるメカニックデザイン企画「F90 A to Z PROJECT」と連動している。
漫画『機動戦士ガンダムF90』（宇宙世紀0120年）以前のガンダムF90 2号機の活躍を描く。0112年を第1部、0115年を第2部とし、合間に0122年を舞台とするゲーム『機動戦士ガンダムF91 フォーミュラー戦記0122』の本編と絡めたコミカライズが挟まれる構成となっている。

### あらすじ（F90FF）
第1部：宇宙世紀0112年
地球連邦軍の次期主力MSコンペティションに勝利したサナリィは、2機のガンダムF90を第13実験船団に預けてテストを繰り返す。2号機をテストする「チームB」に所属するパッツィ・アンゲリカ少尉は、息子のリヴ・アンゲリカを伴って各地を転戦する。その途中、所属不明のMSの襲撃を受けるが、それがランデッガー重工が開発したものであることは知るよしもない。再度の襲撃に備え、戦力増強兼アグレッサーとしてギデオン・ブロンダン中尉が搭乗するF89が配備される。
チームBは一旦解散し、Nタイプのミッションパックを主軸とした新チームとして再編されることが決定する。チームBとしての最後のテストの際、旧型MSのカスタム機を使用する謎の集団「GBG」と、ふたたびランデッガー重工製のMSが襲いかかり、パッツィの2号機は窮地におちいる。リヴが偶然搭乗したハルファイターと合体した2号機はNタイプとなり、形成は逆転したかに見えたが、最終的に2号機は大破してしまう。
第2部：宇宙世紀0115年
3年前のNタイプの悲劇を引きずるギデオンは、ジョブ・ジョンによって修復されたF90 2号機のパイロットに任命され、宇宙に上がってある部隊と合流してほしいと指示を受ける。宇宙に上がったギデオンを待っていたのは、連邦軍第2特別実験戦団「ファステストフォーミュラ (FF)」と修復されたハルファイター、そしてそれに搭乗していたのは3年前に死んだとされていたリヴの成長した姿であった。しかしリヴはディル・ライダーと名乗っており、その身元は部隊内でも秘匿事項とされていた。ギデオンはFFのMS隊隊長として、ディルらとともに旧ジオン系勢力のMSを駆る敵対組織の残存勢力掃討の任に就く。
その頃、小型MS開発コンペでサナリィに敗北したアナハイム・エレクトロニクスでは、フォーミュラ計画の機密を盗み出して自社の高性能小型MSを開発する「シルエットフォーミュラプロジェクト」に着手。プロジェクトの前段階として地球連邦軍と手を組み、特殊部隊「ウジャトアイズ」をFFの行く先々に派遣し、F90の性能を監視させるが、過去にコンペで敗北した自社の機体であるMSA-0120が敵として現れる。
宇宙世紀0122年
第13反地球連邦組織討伐部隊旗艦「エイブラム」所属のF90のパイロットであるベルフ・スクレット少尉は、メカニックのブラウン・ウッダーから過去にF90を運用していたとされる幻の部隊であるFFの噂を聞く。その後、オールズモビルの捕虜の発言からFFが実在する部隊であることが判明する。捕虜は同隊が人を虫けらのように平気で殺す悪魔の部隊だったと語るが、連邦の情報局は最重要機密事項であるとして捕虜の身柄を預かる。その後、ベルフはF90のシミュレーション・データの一部が削除されているのに気付き、FFのパイロットではないかと推測する。

### 登場人物（F90FF）

#### 登場人物 0093年
リンク先を参照。
- 地球連邦軍
  - アムロ・レイ
  - カムナ・タチバナ
  - ジョブ・ジョン
  - ボッシュ・ウェラー
  - ブラウン・ウッダー
- ネオ・ジオン軍
  - カール・シュビッツ

#### 地球連邦軍・サナリィ 0112年
パッツィ・アンゲリカ
地球連邦軍第13実験船団チームBに所属する、F90 2号機の女性テスト・パイロット。31歳。フリーランスのMSパイロットであり、チームBでは少尉待遇となっている。ひとり息子のリヴを伴って各地を転戦し、データ収集をおこなう。普段はニューヤークにあるアパートでリヴと暮らしている。
窮地におちいっても、決してあきらめずに勝利を導く。ランデッガー重工のティグリスとの交戦の際、増長するリヴをハルファイターから連れ出すためにコックピットから出たところをグリゼルダ機が急襲、リヴが応戦したため爆発に巻き込まれて戦死したとされる。
しかし、リヴ同様一命を取り留めており、0116年にゴーグルを着けて正体を隠し、サイファーとは別のMSA-0120に搭乗して連邦軍から離反したヴェロニカらを助ける。0112年の最後の出撃前に何かあった場合にリヴに渡すようギデオンに預けていたホロディスクによれば、「シャアの反乱」の際に孤児となるが、特異な才能を見込まれて生きるためにユーリー・ミノフスキー計画の被検体となり、リヴを産む。リヴが4歳のときに研究所がテロリストの襲撃に遭い、リヴとともに逃走。その後アンゲリカ家の戸籍を買い、才能を活かしてフリーのテスト・パイロットとして生計を立てる。追手の目をごまかすために、機密性の高いF90に関わる。
リヴ・アンゲリカ
パッツィの息子。13歳。父親については不明。母を何よりも慕う少年で、チームBのスタッフたちにも可愛がられている。ヘルプとのジャンケンで勝ち続けたり、敵の襲撃を察知して体調が悪くなる、戦闘中にパッツィやシエラが彼の「声」を聞くなど、ニュータイプ (NT) の素養が見られる。
パッツィが身体検査を受けている間、周りの大人が子供扱いすることに腹を立て、2号機で無断出撃する。実はシミュレーターによってMSの操縦を習得しており、そのデータを秘密裏に取得したジョブ・ジョンはNT用の装備であるNタイプの適合者に見いだす。
チームBの最後のテストの直前、パッツィに将来は連邦軍の士官学校を出て母のようなエース・パイロットを目指したいことを告白する。テスト開始直前にチームBが傭兵集団GBGの襲撃を受け、デッキに残されたヘビーガンで出撃しようとするが、デッキが攻撃されて穴が空き、宇宙に吸い出されそうになる。その際に偶然そばにあったハルファイターに乗り込み、GBGのジムIII 1基を撃破。窮地におちいる2号機のもとに向かい、合体してNタイプとなる。リヴに操縦が移譲したNタイプはオイエル・ランデッガーのティグリスを圧倒する。増長するリヴは、勝敗が決したあともヒルトファンネルでとどめを刺そうとするが、パッツィの説得で我に返る。しかし、グリゼルダ・ジアの満身創痍のティグリスが襲いかかりリヴが応戦、パッツィは爆発に巻き込まれてしまう。激昂するリヴはヒルトファンネルをグリゼルダ機に向かわせるが、その射線上にあった自機を両断する形になってしまい、2号機は大破する。
へルプ・ヘイデン
チームBのメカニックマン。44歳。暇を見てはリヴにシミュレーターでMSの操縦を教えるが、のちにそのことを後悔する。0115年にはFFの整備長となる。0122年には情報局に転属し、サングラスをかけ、FFに関する情報を消して回っている。
ギデオン・ブロンダン
チームBの戦力増強および2号機のアグレッサーとして配備されたF89のパイロットで、階級は中尉。当初はフリーランスであるパッツィを見下すが、2号機との模擬戦で逆転負けを喫し、態度を改め謝罪する。また、リヴの2号機での無断出撃の際にはF89で追いかけ、叱責せずにリヴの気持ちを理解し、説得して連れ戻す。
0115年（当時36歳）にはFFに転属となり、MS隊隊長並びに2号機およびディルの後見人を任され、ふたたびF89（コード・ネームF004、ファストフォー）に搭乗するが、Nタイプを運用しない場合に限りF90 2号機に搭乗する。
同年末には大尉に昇進、フェア・レディの危機の際にはバージムらしき機体に搭乗。翌0116年も引き続き新生FFの隊長としてF89（指揮官仕様、コード・ネームはファストリーダー）に搭乗する。
トリムールティ防衛戦でのサイファーとの一騎討ちで重傷を負うも、サイファーの精神攻撃からディルを救い、協力してRFグロムリンを大破させる。カイラム級戦艦の残骸の中でディルにパッツィから預かっていたディスクを渡し、「お前の親父になりたかった」と伝え、息を引き取る。
シエラ
ショートカットの女性パイロットで、パッツィの以前からの友人。ヘビーガン（機体番号02、コードH002）に搭乗する。GBGの襲撃の際に戦死。
ゲイツ、デューク、オクト
アグレッサー役を務めるリゼル小隊のメンバー。ゲイツが隊長で、階級は中尉。機体番号はデュークが01、オクトが02、ゲイツが03。のちにグスタフ・カールに乗り換えるが、GBGの襲撃の際に全滅。
テオバルト
MSパイロットのひとりだが、乗機は不明。パッツィを「コブ付き」と言ったところをリヴに聞かれて喧嘩になり、リヴが2号機で無断出撃するきっかけを作る。

#### 地球連邦軍 ファステストフォーミュラ 0115年
以下の人物はリンク先を参照。
- ウィリアム・C・オーランド
- ランディ・ホーキンス

ディル・ライダー (Dir Rider)
FF所属のパイロットで、階級は准尉。16歳。その実は成長したリヴであり、Nタイプの爆発に巻き込まれて死亡したことになっているが、GBGによって救出されていた。軍の意向で偽名を名乗っている。左頬に傷があり、伸ばした前髪で隠しているが、無意識にその傷を触る癖がある。修復されたF90 2号機（Nタイプ、コードF001）の専属パイロットとなる。身長184センチ。
0116年には少尉に昇進する。試製ミノフスキー・ドライブの暴走でギデオンとともに一時的に宇宙漂流となった際、空白の4年間を打ち明ける。当初はGBGを憎むが、生きるために傭兵としてジム・スナイパーカスタムに搭乗し、ともに戦い生活するうちに「家族」としての情を抱く。ディル・ライダーの名も、リヴが名乗らないためにマトリカ・ヴィカラが好きな映画のヒーローから付けたものである。しかし、0114年に母の仇である「噛み付き」の機体を発見して冷静さをなくしたことで、彼らも失ってしまう。
その実態は、ユーリー・ミノフスキー計画によって生み出された人工ニュータイプであり、母親はパッツィであるが、父親に当たる人物は「天才」であること以外は不明である。ただし、ギデオンの戦死後は彼の意志に応え「父さん」と呼んでいる、
ウスライ・アミエ (Usurai Amiez)
FFの旗艦であるスペース・アーク級巡洋艦「フェア・レディ」の女性オペレーターで、階級は少尉。20歳。ディルの部屋に通い、過去の記憶に涙するディルを慰める。
ハジメ・タスカー
FF所属のパイロットで、階級は少尉。22歳。キャノンガンダム（コードF002）を専任する。年下なのに自身を呼び捨てにし、アミエと親しくしているディルのことをあまりよく思っておらず、「いつか死ねばいい」とさえ思っている。F90Oタイプの実戦テストの最中に突如現れたMSA-0120に肉薄され、コクピットを撃ち抜かれて即死する。
アインツベリ
FF所属のパイロットで、浅黒い肌の女性。Gキャノン（コードF003）に搭乗するが、基本的に実戦テストには参加せずサポート要員である。ハルファイターの整備中でテストに参加できないディルに替わってF90Oタイプの実戦テストに参加するが（Gキャノンも整備中のためヘビーガンに搭乗）、ハジメ同様MSA-0120の攻撃を受け戦死。その際に顔（1カットのみ）と名前（ギデオンに呼ばれる）が判明する。
リー・シャオメイ
地球連邦軍の月参謀本部に所属する女性少佐。0115年末にサイド2コロニー「アメリア」でギデオンと会見し、彼を「ファステストフォーミュラ」の隊長に選出したのは自分であることと、自分たちの理想である「NTが人として尊重され、正しく生まれ出る社会を作る」ことを語り、戦死したハジメやアインツベリがNTの資質を備えていたことを明かす。直後のフェア・レディの危機の際にはリア・ドーガに搭乗する。
0116年には作戦参謀として新生FFに随行、STガン（コード・ネームはクイーン）に搭乗する。
ミズマ・ムエルテ (Misma Muerte)
宙賊「黄金の鷲」に買われ、その一員としてアクト・ザクのパイロットとなった青年。生きるために必死で戦うが、ほかのメンバーとは打ち解けず常に孤独であった。FF隊との交戦時には強化人間となっており、クィン・マンサに搭乗するが、ディルとの戦闘時にサイコミュが共鳴、彼の生い立ちを垣間見て同情したディルはコックピットのある頭部以外を破壊し、フェア・レディに保護を求める。捕虜として軟禁されるが、「俺と同じだ」と話すディルに心を開き、打ち解ける。リーにNTの資質を見出され、「アメリア」近郊でテロ組織「NSP」と戦うディルが危機に陥った際には軟禁を解かれ、援護のためF89で出撃する。
0116年には制式に新生FFのパイロットとなり、ヘビーガン重装攻撃型に搭乗する。

#### 地球連邦軍 ファステストフォーミュラ 0116年
以下の人物はリンク先を参照。
- オーティス・アーキンズ
- バズ・ガレムソン
- リディア・ドーフマン

カナタ・サワメ
女性、階級は少尉、18歳。黒髪のツインテール。月参謀本部が認定したNT適性者のひとりで、教導団から新生FFに編入される。コードF004としてGキャノン（マシンキャノン装備）に搭乗する。連邦軍フォン・ブラウン教導団に所属するシャルル・ロウチェスター中尉を「兄様」と呼ぶ。その実は、シャルルとともに4年前に火星から地球圏に潜入した、ジオン軍残党の3世である。のちにF90 3号機のパイロットとなったディルに替わって2号機のパイロットに選出される。
ファオナ・オブリガン
女性、階級は中尉、25歳。モヒカン刈りで、顔面の左側などにタトゥーを入れ、制服はノースリーブで丈の短いものを着用している。NT適性者のひとりで、低軌道艦隊から新生FFの足となるリゼル隊の隊長として編入される。コード・ネームは「シャンパンリーダー」。
マクニール
リゼル隊の2番機に搭乗。エグムとの戦闘で撃破され、その際にフィオナが名を叫ぶのみである。

#### 地球連邦軍 ウジャトアイズ 0115年
ヴェロニカ・ヴァーノン
極秘裏にF90の性能分析を担当する地球連邦軍の部隊「ウジャトアイズ」のMS隊隊長で、階級は中尉。27歳の女性。本来はアナハイム・エレクトロニクス (AE) 社のテストパイロットだが、連邦軍に出向している。Gカスタムに搭乗し、FFの極秘監視任務に就く。
0111年の次期主力MSコンペの際にMSA-0120のパイロットとしてF90と戦い敗北した経験があり、そのことで上官のリベラから嫌味を言われている。
アーサー・ナイトレイ
ヴェロニカの部下で、彼女と同じくAE社から出向しているMSパイロット。24歳の男性、階級は少尉。Gカスタムに搭乗し、ヴェロニカとともにFFの監視任務に就く。
リベラ・アマルガム
ウジャトアイズ隊の指揮官で、階級は大尉。38歳。MSA-0120のパイロットとしてF90に敗北したヴェロニカを「MSの性能を発揮できない愚図」と蔑んでおり、事あるごとにパワハラや嫌がらせをおこなう。
0093年の「シャアの反乱」時には、エース・パイロットとしてジェガンで参戦しているが、「アクシズ・ショック」の際には恐怖に支配されたという。以来そのときのことを夢で見てうなされるようになり、NTに対しても否定的となる。
0098年から0112年にかけて活動したテロ組織「グウィネス義勇軍」に参加していたとされる。
0116年には、脱走したヴェロニカとアーサーを追撃するためEWACジェガンに搭乗。旧式の偵察用MSでありながら最新鋭の小型MS2機を圧倒し、口だけではない、まだ衰えていないパイロットとしての実力を見せつける。

#### 地球連邦軍 0122年
以下の人物はリンク先を参照。
- アルベルト・エア
- アンナフェル・マーモセット
- テルスト・グリーンウェル
- ベルフ・スクレット
- レイラ・ビアス
- ワイブル・ガードナー
- ワイルダー・カッツ

フリオ・ガライ
ガルダ級輸送機「ガーウィッシュ」のメカニック担当で、階級は少尉。32歳。ベルフにF90 2号機が何度が補修困難なレベルで大破した記録があることを教える。

#### オールズモビル軍 0122年
リンク先を参照。
- ガドス・マグア
- シャルル・ロウチェスター

#### ランデッガー重工 0112年
企業についてはランデッガー重工を参照。
オイエル・ランデッガー
木星帰りであり、1代で築き上げたベンチャー企業、ランデッガー重工のCEO。37歳。「自身の手から生み出す力がガンダムに勝ること」を夢としており、情報屋を使ってF90 2号機の動向を執拗に追い、自社製MSで襲撃する。公には7月30日の新型MSの航行試験中に行方不明になったとされるが、アングラ雑誌の中にはGBGとともにF90に対しティグリスで特攻をかけたと論じたものもあるという。
グリゼルダ・ジア
オイエルの秘書。24歳。オイエルを「女の喜ばせ方もわからない子供」とあきれながらもその「夢」には一定の理解を示し、パイロットとしてともに自社製MSで2号機を襲う。普段はクールを装っているが、“ガンダム”との戦闘では「前から気に入らなかった」と激昂する。

#### GBG 0112 - 0114年
名称は"Gleam Black Guns"（煌めく黒い銃）の頭文字で、運用するMSは全身が黒く塗装されている。一年戦争以前から地球に住む不法居住者による傭兵集団で、連邦軍にできない仕事を請け負うことで地球在住を黙認される。グリプス戦役や第一次ネオ・ジオン抗争ではカラバに雇われ、クベラの代からは企業やマフィアに雇われて「紛争」を戦う。普段はキルギスのタシケント近郊の隠れ里で共同生活を営む。
0112年、オイエルの依頼により彼のカルハリウスとF90の「決闘」をお膳立てするためチームBを襲撃。決闘には手出しをせず、終了後生存していたリヴを回収、その後彼も一員となりディルを名乗ることとなる。
0114年、新サイド6の暗礁宙域でAE社の輸送船をジオン残党「レガシィ」から奪還する任務を終えた直後、突如出現した複数のティグリスIIによって壊滅状態となる（ディル以外全滅したかは不明）。
クベラ・ヴィカラ
GBGの首魁。0114年にはフルアーマー・ジムIIIに搭乗するが、ティグリスIIとの交戦で仲間の盾となり戦死。
マトリカ・ヴィカラ
クベラの娘で、少女でありながらともに戦う傭兵でもある。0112年にはフルアーマー・ジムIIIに搭乗し、リヴを回収する。0114年にはジムIIIエウリュアレに搭乗し、有線ビットを使用するなどNTの片鱗を見せるが、ティグリスIIとの交戦でディルの盾となり戦死。
0116年にFF隊がエゥーゴOBの暴動を扇動した者から押収したティグリスII（本人は自害）より復旧できたデータから、バイオコンピューターの開発に被検体として関与していたことを示す資料が発見されるが、詳細は不明。

#### 宙賊・テロリスト・ジオン残党→オールズモビル 0115 - 0116年
本作では、ライン・ドラグンが複数のジオン残党をまとめ上げて0116年初春にサイド4コロニー「フロンティアI」で蜂起した（この様子は、漫画『機動戦士ガンダム クライマックスU.C. 紡がれし血統』で先に描かれた）組織が「オールズモビル」と呼ばれる。その名称はのちに同組織の主力となる、旧公国軍MSと外観が同じ「RFシリーズ」を蜂起以前からいくつかのジオン残党が運用しており、連邦軍参謀本部がこれら「懐古趣味」の機体群を揶揄して付けたコード・ネームにちなんでいる。
以下はオイ・ニュングがまとめた "Zeonist Report" に記載されている宙賊・テロリスト・ジオン残党である。
- レガシィ - ライン・ドラグンが反連邦思想の高まりに乗じて10年をかけ、フロンタル亡き後のジオン残党を束ね上げた艦隊。RFシリーズのほか、ランデッカー重工のティグリスも運用しており、GBGを壊滅に追い込んだのも彼らである。のちにオールズモビルの中心となる。木星だけでなく、火星とも繋がりがあることがラインの台詞で示唆されている。
- NSP - 名称は「ニュー・サマー・プロジェクト」の頭文字。0090年に解散した旧NSP（私設軍隊養成組織[33]。漫画『ダブルフェイク アンダー・ザ・ガンダム』に精鋭部隊「カラード」が登場）の流れを汲むシャア・ダイクン信奉者で、スペースノイドとアースノイドの民族的平等の達成を優先する。おもにRFシリーズを運用する。0115年末にF90 2号機奪取のため「アメリア」近郊でFF隊を襲撃するが、失敗に終わる。のちにオールズモビルに合流。
- 共和国解放戦線 - 0100年のジオン共和国解体時に武装解除を拒否して脱走。サイド3および外宇宙で活発に活動。ギラ・ズールを運用する。のちにオールズモビルに合流、サイド3駐留艦隊の一部も呼応して艦隊戦が勃発する。
- 黄金の鷲 - 旧ジオン共和国の政治家、モナハン・バハロが仕立てたテロ組織のひとつ。フロンタル戦死後は宙賊として麻薬取引や奴隷貿易などに関わっている。ネオ・ジオン（アクシズ）系のMSを運用する。サイド4コロニー「インゼル」を拠点として不法占拠しており、0115年にFF隊によって排除、脱出した宇宙艇もウジャトアイズ隊に撃破される。
- エグム - 小説『機動戦士ガンダム ハイ・ストリーマー』が初出。熱狂的シャア・ダイクン派で構成される旧エゥーゴ系テロリストで、グリプス戦役におけるクワトロ・バジーナのダカール演説の遂行（地球からの強制移民を再開させ、特権階級による土地収奪を終わらせる）を目的とする。フル・フロンタルの主導によるザビ家との糾合を拒んだ一部派閥が、ラプラス紛争後も活動を継続している。おもにネモやシュツルム・ディアスといったエゥーゴ系のMSを運用する。0115年にFF隊と交戦、サイファーのMSA-0120がハジメ機とアインツベリ機を撃破する。翌0116年にはトリムールティを襲撃せんとするレガシィと合流、FF隊を足止めするために奮戦し全滅。また同時期に、リック・ディアスIIを運用し「ヌーベルエグム」を名乗る過激派が月のイプシロン市を占拠している。
- 汎アフリカ解放戦線（同盟）[注 7] - アフリカ民族解放戦線 (FLN)[注 8]（アニメ『機動戦士ガンダムΖΖ』に登場）とカラバ右派、ジオン・アフリカ方面軍、ティターンズ残党によって結成。アフリカの自主独立を謳う反連邦主義者。ドワッジ改を運用する。レガシィの蜂起に呼応して、ズゴックEで南アフリカ核貯蔵庫に上陸する。
- ルー・ラヴァータ - 10年前に活動開始した、不法居住者によるテロ組織。連邦政府の土地強制徴用に反発し、過去5年間に3名の閣僚を暗殺している。ハイザックにメッサーのものに似たシールドを装備した改修機を運用する。レガシィの蜂起に呼応して、サイド1でのデモを激化させる。

サイファー
MSA-0120に搭乗し、FF隊およびディルを執拗に狙う謎の人物。かつてのF90 1号機の最初期のテスト・パイロットでもあり、MSA-0120とのコンペの際にも搭乗している。
みずからをユーリー・ミノフスキー計画によって生み出された人工ニュータイプであると語り、本名もユーリー・ミノフスキーを名乗りディルを「ユーリィ」「弟」と呼ぶが、容貌などからディルとは大きな年齢の差がうかがえる。しかし、ディルの感応波を「偽る」ことによるファンネル・ジャックや、事実に嘘を混ぜて伝え精神汚染を仕掛ける「サイコ・ハック」をおこなっており、ミズマは同じ計画で生まれた同じ遺伝子をもつ者のみが成し得る「禁忌の神業」ではないかと推測している。
彼もまた、ディルと同様ユーリー・ミノフスキー計画で生み出された存在であるが、初期型の不適合被験体であったとハウゼリーから語られている。
エグム、レガシィ、そしてジュピター・サナリィとさまざまな組織に籍を置くが、その本籍は「バーナムの森」である。ユーリー・ミノフスキー計画の頓挫後にロナ家に接触し、その裏側を担当してきた。
また、ハウゼリー・ロナの事を兄の様に慕っている事も伺える。
かつてのコンペの相手であるMSA-0120を乗機とし、機体性能を最大限に発揮して幾度もFF隊を窮地におとしいれるが、トリムールティを巡る戦闘でディルとミズマのF90タイプFFの分離しての連携に敗れ、機体を両断され爆散、死亡したと思われていたが、大破・瀕死(左腕を喪失)になりながらも回収されたRFグロムリンIIに取り付き、トリムールティを暴走させる。ディルと再度交戦し、追い詰めるもヒルトファンネルにより貫かれ今度こそ死亡した。
トロワ・トロワルドヨ
エグムの艦隊を率いる浅黒い肌の女性で、階級は中佐。54歳（0116年時）。レガシィとの合流の際にサイファーにうながされ、連邦兵に対して演説をおこなう。
キッチ・キッチナー
NSP所属で、階級は大尉。「アメリア」近郊の戦闘ではジャムル・フィンに搭乗する。0116年にはオールズモビルでRFケンプファーに搭乗してサナリィ本部を襲撃するが、ディルのF90 3号機に地面に叩きつけられる。一命は取り留めており、徒歩でサナリィに侵入してアステロイド採掘用の小型核を爆発させようとするが、サイファーに射殺される。
ハインツ
NSP所属で、階級は少尉。「アメリア」近郊の戦闘では (RF) ゲルググ（独自のバックパックを装備）に搭乗する。オールズモビルではキッチに付き従うが、F90 3号機のロング・ライフルの曲射により戦死。
リヤ
NSP所属。「アメリア」近郊の戦闘では (RF) ゲルググキャノンに搭乗する。オールズモビルではキッチに付き従うが、F90 3号機のロング・ライフルの第1射をコックピットに受け戦死。
ライン・ドラグン
レガシィの総帥。左目に傷がある。第一次ネオ・ジオン抗争ではハマーンの懐刀としてサイド2を占領し、ダカールを無血制圧している。
初出は伸童舎による『ΖΖ』放送時の雑誌『ジ・アニメ』の連載記事で、コロニー制圧で好成績を残し、その後地球降下作戦の先遣隊としてルイ・バザールの部隊とともにダカールの連邦議会を占拠し、本隊を誘導している。

#### その他の人物 0116年
以下の人物はリンク先を参照。
- ロナ家
  - マイッツァー・ロナ
  - ハウゼリー・ロナ
  - カロッゾ・ロナ
  - ナディア・ロナ
- 木星船団
  - フォンセ・カガチ
  - ディミアン・カラス
- タチバナ家
  - エレン・タチバナ
  - シュン・タチバナ
  - ナナ・タチバナ

ダナエ・ブリエット
後にクラックス・ドゥガチの妻となり、ベルナデット・ブリエットの母親となる人物。

### 登場兵器 (F90FF)

#### 登場兵器 0112 - 0114年
- 地球連邦軍
  - F90 ガンダムF90（2号機）
  - F89 ガンダムF89
  - F70 キャノンガンダム
  - RXR-44 ガンタンクR-44 パワードウェポンタイプ
  - ハルファイター
  - RGM-109 ヘビーガン
  - FD-03 グスタフ・カール
  - RGZ-95 リゼル
  - D-50C ロト
- ネオ・ジオン軍残党
  - MS-14J リゲルグ
  - AMX-011S ザクIII改
  - AMS-129 ギラ・ズール
- GBG
  - RGM-86R ジムIII（GBG所属機）
    - RGM-86R-FA フルアーマー・ジムIII
    - RGM-86N ジムIIIエウリュアレ

##### アクイラ
作中でも存在が示唆されるが、名称や型式番号は『ガンダムエース』連載の関連企画「月刊モビルマシーン」による（型式番号：RDG-1）。
F90やMSA-0120も参加した0111年のATMS計画でランデッガー重工が提出するが、ジェネレーター出力が要求に満たず廃案となっている。プレゼン資料によれば、ビーム・シールドをビーム・コーティングをほどこした質量兵装によって突破し、装甲をその質量によって粉砕することを想定している。

##### カルハリウス
KARCHARIAS
メカニックデザインは森木靖泰（ティグリスも同じ）。「カルハリアス」とも呼ばれる。
ランデッガー重工が製作した小型MS規格のハンドメイド機は「RDGシリーズ」と呼ばれるが、出自を知らない連邦軍からはその戦闘スタイルから「噛みつき」と呼ばれる。なお、宙賊には「神憑き」と誤った噂が広まっている。部品はユニバーサル規格の共用品が使用されている。
本機は水中用可変MSで、航行時はMA形態の4つのフィンにさらにフィルム状のフィンを取り付け、推進器を使わずに無音航行するため、ソナーで発見されてもクジラなどの海洋生物と誤認される。戦闘時にはフィルムをパージし、MS形態時（水中格闘戦フォーム）の脚部に当たる部位にある水流ジェットを主推進器として機動する。また、脚部前面に履帯状の「フィン・クローラー」が装備されており、陸上走行も可能なほか、水中での補助推進器としても機能し。敵機の装甲を削り取ることも可能。コックピットは複座型で、後部の乗員はガンナーを担当。MS形態の背部には魚雷2基を搭載、ガンナーによる無線誘導が可能なほか、「噛みつき」の機能をもち、フリージーヤードを突き破ったり、目標に噛み付いた状態で起爆する。前腕部はクチバシ状になっており、展開して6本のクローとなるほか、中央にメガ粒子砲を搭載。MA形態時には分離しての優先誘導も可能。なお、MA形態時の機首（MS形態時の胴体部）にある「眼」のような部分には、MS形態時の頭部と同じカメラ・システムがある。
4月26日にラブラドル海域の海中でテストをおこなうF90（2号機）Mタイプに音もなく近付き、急襲して追い詰める。しかし、ヒート・ナイフで右腕を切断され、ホーミング・ピドーで頭部を殴りつけられ、さらに投げたヒート・ナイフにより至近距離でホーミング・ピドーを起爆させられ、パワーダウンのため撤退する。

##### ティグリス
TIGRIS
RDGシリーズのひとつで、宇宙・陸戦型の可変MS（型式番号：RDG-3）。機体各所に多数のスラスターが効果的に配置されており、ランデッガー重工の特許である、ミノフスキー電磁気学でスラスターの噴射方向を制御する「スクリュー・アポジ」が採用されている。MS形態では2対（4本）の脚をもち、これらを閉じてMA形態（宇宙高速移動フォーム）の機首とする。この機首を口のように開閉することで「噛みつき」が可能。下半身のみ変形する中間形態も可能で、さらに脚部を前後（水平）に展開することで陸戦高速移動フォームとなる。携行武装は6つの砲口をもつビーム・ガトリングガンを2丁、これにも「噛み付き」機構を備え、前腕部甲にもマウント可能。偵察用ドローンおよび推進器を兼ねた複合兵装でもある。
カルハリウスと異なり単座で、オイエル機はオレンジ、グリゼルダ機は薄紫を基調とする。サイド6宙域の廃棄コロニー群で資材を漁るネオ・ジオン残党のザクIII改とギラ・ズールを撃破する。その後、GBGが暗礁宙域に誘い出したテスト中のF90（2号機）Kタイプと交戦、グリゼルダ機はビーム・シールドで両断され左腕と下半身を失う。オイエル機はOSをアップデートした2号機をも圧倒するが、ハルファイターと合体したNタイプには逆にもてあそばれ、両腕を破壊される。それでも反撃のいとぐちを掴むものの、最終的には抑え込まれ敗北を喫する。しかし激昂したグリゼルダ機との交戦で2号機は自滅、オイエル機は胴体のみとなったグリゼルダ機を回収して撤退する。

##### ティグリスII
レガシィおよびのちのオールズモビルが運用する機体。名称や型式番号は「月刊モビルマシーン」により、"II" は「ドゥーエ」と読む。
警察および軍情報局はランデッガー重工CEOのオイエルが行方不明となった混乱に乗じて、レガシィがティグリスのデータを盗み出したと判断している。ムーバブル・フレームではなく枯れた技術であるドラム・フレームで接続する形を採っており、信頼性と生産性に優れる。ジェネレーターはAE社の規格品の違法コピー品を胴体に内蔵。センサー有効半径はハーディガンと同等である。カラーリングは白と濃淡グレーのモノトーンを基調とする。
主兵装は、のちのガンダムF90火星独立ジオン軍仕様と同型のビーム・マシンガンを携行。前腕部甲のハード・ポイントには小型の3連装ビーム・ガトリングを装備。バルカン砲を装備する頭部装甲には別用途のものもあったとされるが不明である。
0116年にテロリストから押収した機体にディルが搭乗し、AE社リバモア工場近傍でテスト飛行をおこなっている。

#### 登場兵器 0115 - 0116年
- 地球連邦軍
  - RGM-111Y2 Gカスタム
- 宙賊
  - MS-11 アクト・ザク
  - RMS-106 ハイザック
  - RMS-108 マラサイ
  - AMX-011CR ザクIII高機動型
  - AMX-102 ズサ
  - AMX-107 バウ
  - NZ-000 クィン・マンサ
  - MSA-0120
  - OMA-05-2RFN RFグロムリンII

### 用語 (F90FF)
トリムールティ (TRIMURTI)
AE社によって地球の衛星軌道上に建造中の、コロニー公社の隕石迎撃衛星。太陽系外から飛来する小惑星が地球や月に落下するのを阻止するための超大型荷電粒子砲である。0116年にレガシィの襲撃を受ける。
ユーリー・ミノフスキー計画
宇宙世紀0099年に、ロナ家と木星船団、コロニー公社の出資によりおこなわれる。人類全体がニュータイプにならないのなら生み出してしまえばいいという思想のもと、特異な能力をもつ女性たちに天才たちのDNAを注入し、受精卵に遺伝子操作をおこなうことで実現しようとする。こうして生まれた人工ニュータイプは、人類で最初に宇宙に出た者の名を冠して「ユーリィ」と名付けられる。しかし、のちに研究所がテロリストの襲撃に遭い被検体は殺され、開発データも失われて計画は中断される。リヴ（ディル）とサイファーが本計画によって生み出された被検体の生き残りとされる。

### 単行本
角川コミックス・エース (KADOKAWA)
1. 2019年11月26日発売、ISBN 978-4-04-108922-4
2. 2020年3月26日発売、ISBN 978-4-04-109088-6
3. 2020年8月25日発売、ISBN 978-4-04-109890-5
4. 2021年2月26日発売、ISBN 978-4-04-111092-8
5. 2021年9月25日発売、ISBN 978-4-04-111667-8
6. 2022年3月26日発売、ISBN 978-4-04-112467-3
7. 2022年9月26日発売、ISBN 978-4-04-112931-9
8. 2023年2月25日発売、ISBN 978-4-04-113484-9
9. 2023年6月26日発売、ISBN 978-4-04-113891-5
10. 2023年12月26日発売、ISBN 978-4-04-114462-6
11. 2024年3月26日発売、ISBN 978-4-04-114711-5